# Villar-Perosa OVP M1918
Villar-Perosa OVP M1918 — 9-мм итальянский пистолет-пулемёт.

## История
Пистолет-пулемет Villar-Perosa М1915 был изначально сконструирован конструктором Ревелли в 1914 году для вооружения аэропланов, но использовавшийся в этом образце слишком слабый 9-мм пистолетный патрон Глизенти сделал данный пистолет-пулемёт неэффективным в воздушном бою. В 1915 году новую систему превратили в подобие сверхлегкого ручного пулемета, сделав его первым в мире пистолетом-пулеметом.
Принадлежность этого громоздкого оружия, представлявшего собой спарку двух ствольных коробок с расположенными сверху отдельными магазинами и общим спуском с гашеткой, имевшего исключительно высокий темп стрельбы — 3000 выстрелов в минуту (по 1500 на ствол), к полноценным пистолетам-пулемётам в современном значении этого слова является, возможно, спорным вопросом. Однако ближе к концу войны на его базе был создан уже вполне традиционно устроенный и выглядевший ПП — Beretta M1918 системы Тулио Маренгони. Он представлял собой по сути одну из ствольных коробок «Вилар-Перозы», дополненную обычным спусковым механизмом со спусковым крючком и установленную в деревянную ложу карабина. Встречается, однако, также информация о том, что Beretta M1918 являлся самозарядным карабином, лишённым возможности ведения автоматического огня; вероятно, речь может идти и о существовании двух различных вариантов оружия.
После окончания войны в 1920-х годах оставшиеся на складах «спарки» (небольшое количество) также были в основном переделаны в более практичные одноствольные ПП — Villar-Perosa OVP M1918 (Officcine di Villar Perosa), которые получали винтовочный приклад и обычный УСМ со спусковым крючком..
O.V.P. имел ограниченное применение во время войны с Эфиопией, а также в Северной Африке во время Второй мировой

## Конструкция
Конструктивно они представляли собой отнятый от спарки ствол со снятой гашеткой и уложенный в винтовочную ложу, использовался тот же патрон. Из-за разделения стволов скорострельность понизилась вдвое, но она, тем не менее, равнялась почти 900 выстрелам в минуту, зато появился второй спусковой крючок позади первого, что позволило менять режим огня выбором соответствующего из оных. Обе системы — и «Беретта», и «Вилар-Пероза», — имели замедлители отхода затвора, предназначенные для уменьшения темпа стрельбы до разумных для ручного оружия пределов — порядка 900 выстрелов в минуту. В OVP использовался полусвободный затвор, отход которого назад незначительно замедлялся путём поворота на небольшой (порядка 45 градусов) угол за счёт взаимодействия его специальных выступов с винтовыми канавками на внутренней поверхности ствольной коробки.